# Rjó Kamejama
Rjó Kamejama (* 1976) je japonský fotograf.

## Životopis
Narodil se v prefektuře Čiba v roce 1976 . Vystudoval Nippon Photography Institute, oddělení žurnalistiky a fotografie.
Ve svých patnácti letech zahájil svou činnost rozhovory s farmáři, kteří pokračovali v boji proti Sanrizuce.
V roce 1996 začal fotografovat konfliktní oblasti ve Střední a Jižní Americe, včetně Zapatistické národní osvobozenecké armády, která se angažovala v hnutí za získání práv původních obyvatel . V roce 2003 obdržel cenu Sagamihara Photo Newcomer Award a Konica Photo Premio Special Award za fotografie Palestiny . V roce 2011 jeho cyklus "3/11 TSUNAMI" vyhrál 12. cenu Hikomy Uena. V roce 2012 vydal „AFRIKA WAR JOURNAL“ poté, co 8 let cestoval do konfliktních oblastí v 7 afrických zemích, jako je Kongo, Libérie a Burundi . V roce 2013 získal za stejnou práci 32. Cenu Kena Domona   . Mezi další autorovy publikace patří Palestina: Intifáda, Re; VÁLKA, Dokumentární fotografie a Afrika: Zapomenutá válka.

## Fotografické cykly
- Palestina: Intifáda
- Re; VÁLKA
- Dokumentární fotografie
- Afrika: Zapomenutá válka
- AFRIKA WAR JOURNAL